# Янг, Ник
Николас Аарон «Ник» Янг (англ. Nicholas Aaron "Nick" Young; родился 1 июня 1985 в Лос-Анджелесе, штат Калифорния, США) — американский профессиональный баскетболист, выступающий за клуб «Макау Блэк Бирз». Играет на позициях атакующего защитника и лёгкого форварда. Был выбран в первом раунде под общим 16-м номером на драфте НБА 2007 года командой «Вашингтон Уизардс».

## Карьера
Янг играл за Университет Южной Калифорнии с 2004 по 2007 год. В своем финальном университетском сезоне, Янг привел свою команду в финальную часть чемпионата, однако там они потерпели поражение 74-64 в матче с Северной Каролиной. После этого сезона Янг 15 апреля подал свою кандидатуру для участия в драфте. Первую игру сыграл 15 декабря 2007 против «Сакраменто Кингз». Набрал рекордные для себя 43 очка против Сакраменто 11 января 2011 года.
15 марта 2012 года Янг был обменян в «Лос-Анджелес Клипперс» в результате трёхсторонней сделки с участием «Денвер Наггетс». Уизардс получили от «Клипперс» Брайана Кука и право выбора во втором раунде будущего драфта, а от «Наггетс» центрового Нене.
12 июля 2012 года Ник подписал однолетний контракт с «Филадельфия Севенти Сиксерс».
21 июня 2017 года «Лейкерс» решили не продлевать с ним контракт на сезон 2017-18, после чего игрок стал неограниченно свободным агентом.
7 июля 2017 года Янг подписал контракт с клубом «Голден Стэйт Уорриорз». В составе новой команды дебютировал в матче открытия сезона, 17 октября 2017 года. Выйдя на замену забил шесть трёхочковых и набрал 23 очка, однако его команда проиграла «Хьюстон Рокетс» со счётом 122—121.
26 сентября 2023 года Янг подписал контракт с командой «Макау Блэк Бирз» из Гонконга.

## Личная жизнь
Состоял в отношениях с австралийской хип-хоп исполнительницей Игги Азалией. Летом 2015 года сделал ей предложение. В июне 2016 года Игги сообщила об окончательном разрыве пары спустя год после помолвки.
В Интернете распространен мем с баскетболистом, где он изображён улыбающимся с шестью вопросительными знаками вокруг него. Оригинал мема - скриншот онлайн-сериала «Сквозь линзу с Кэсси Афина».

## Статистика

### Статистика в НБА
| Сезон                                                                                    | Команда      | Регулярный сезон | Регулярный сезон | Регулярный сезон | Регулярный сезон | Регулярный сезон | Регулярный сезон | Регулярный сезон | Регулярный сезон | Регулярный сезон | Регулярный сезон | Регулярный сезон | Серия плей-офф | Серия плей-офф | Серия плей-офф | Серия плей-офф | Серия плей-офф | Серия плей-офф | Серия плей-офф | Серия плей-офф | Серия плей-офф | Серия плей-офф | Серия плей-офф |
| Сезон                                                                                    | Команда      | GP               | GS               | MPG              | FG%              | 3P%              | FT%              | RPG              | APG              | SPG              | BPG              | PPG              | GP             | GS             | MPG            | FG%            | 3P%            | FT%            | RPG            | APG            | SPG            | BPG            | PPG            |
| ---------------------------------------------------------------------------------------- | ------------ | ---------------- | ---------------- | ---------------- | ---------------- | ---------------- | ---------------- | ---------------- | ---------------- | ---------------- | ---------------- | ---------------- | -------------- | -------------- | -------------- | -------------- | -------------- | -------------- | -------------- | -------------- | -------------- | -------------- | -------------- |
| 2007/08                                                                                  | Вашингтон    | 75               | 2                | 15,4             | 43,9             | 40,0             | 81,5             | 1,5              | 0,8              | 0,5              | 0,1              | 7,5              | 4              | 0              | 4,3            | 11,1           | 0,0            | 75,0           | 0,5            | 0,3            | 0,5            | 0,0            | 1,3            |
| 2008/09                                                                                  | Вашингтон    | 82               | 5                | 22,4             | 44,4             | 34,1             | 85,0             | 1,8              | 1,2              | 0,5              | 0,2              | 10,9             | Не участвовал  | Не участвовал  | Не участвовал  | Не участвовал  | Не участвовал  | Не участвовал  | Не участвовал  | Не участвовал  | Не участвовал  | Не участвовал  | Не участвовал  |
| 2009/10                                                                                  | Вашингтон    | 74               | 23               | 19,2             | 41,8             | 40,6             | 80,0             | 1,4              | 0,6              | 0,4              | 0,1              | 8,6              | Не участвовал  | Не участвовал  | Не участвовал  | Не участвовал  | Не участвовал  | Не участвовал  | Не участвовал  | Не участвовал  | Не участвовал  | Не участвовал  | Не участвовал  |
| 2010/11                                                                                  | Вашингтон    | 64               | 40               | 31,8             | 44,1             | 38,7             | 81,6             | 2,7              | 1,2              | 0,7              | 0,3              | 17,4             | Не участвовал  | Не участвовал  | Не участвовал  | Не участвовал  | Не участвовал  | Не участвовал  | Не участвовал  | Не участвовал  | Не участвовал  | Не участвовал  | Не участвовал  |
| 2011/12                                                                                  | Вашингтон    | 40               | 32               | 30,3             | 40,6             | 37,1             | 86,2             | 2,4              | 1,2              | 0,8              | 0,3              | 16,6             | Не участвовал  | Не участвовал  | Не участвовал  | Не участвовал  | Не участвовал  | Не участвовал  | Не участвовал  | Не участвовал  | Не участвовал  | Не участвовал  | Не участвовал  |
| 2011/12                                                                                  | Клипперс     | 22               | 3                | 23,5             | 39,4             | 35,3             | 82,1             | 1,6              | 0,5              | 0,6              | 0,3              | 9,7              | 11             | 0              | 18,2           | 43,3           | 51,5           | 88,9           | 1,1            | 0,3            | 0,3            | 0,4            | 8,3            |
| 2012/13                                                                                  | Филадельфия  | 59               | 17               | 23,9             | 41,3             | 35,7             | 82,0             | 2,2              | 1,4              | 0,6              | 0,2              | 10,6             | Не участвовал  | Не участвовал  | Не участвовал  | Не участвовал  | Не участвовал  | Не участвовал  | Не участвовал  | Не участвовал  | Не участвовал  | Не участвовал  | Не участвовал  |
| 2013/14                                                                                  | Лейкерс      | 64               | 9                | 28,3             | 43,5             | 38,6             | 82,5             | 2,6              | 1,5              | 0,7              | 0,2              | 17,9             | Не участвовал  | Не участвовал  | Не участвовал  | Не участвовал  | Не участвовал  | Не участвовал  | Не участвовал  | Не участвовал  | Не участвовал  | Не участвовал  | Не участвовал  |
| 2014/15                                                                                  | Лейкерс      | 42               | 0                | 23,8             | 36,6             | 36,9             | 89,2             | 2,3              | 1,0              | 0,5              | 0,3              | 13,4             | Не участвовал  | Не участвовал  | Не участвовал  | Не участвовал  | Не участвовал  | Не участвовал  | Не участвовал  | Не участвовал  | Не участвовал  | Не участвовал  | Не участвовал  |
| 2015/16                                                                                  | Лейкерс      | 54               | 2                | 19,1             | 33,9             | 32,5             | 82,9             | 1,8              | 0,6              | 0,4              | 0,1              | 7,3              | Не участвовал  | Не участвовал  | Не участвовал  | Не участвовал  | Не участвовал  | Не участвовал  | Не участвовал  | Не участвовал  | Не участвовал  | Не участвовал  | Не участвовал  |
| 2016/17                                                                                  | Лейкерс      | 60               | 60               | 25,9             | 43,0             | 40,4             | 85,6             | 2,3              | 1,0              | 0,6              | 0,2              | 13,2             | Не участвовал  | Не участвовал  | Не участвовал  | Не участвовал  | Не участвовал  | Не участвовал  | Не участвовал  | Не участвовал  | Не участвовал  | Не участвовал  | Не участвовал  |
| 2017/18                                                                                  | Голден Стэйт | 80               | 8                | 17,4             | 41,2             | 37,7             | 86,2             | 1,6              | 0,5              | 0,5              | 0,1              | 7,3              | 20             | 2              | 10,3           | 30,2           | 29,8           | 75,0           | 0,6            | 0,2            | 0,1            | 0,0            | 2,6            |
| 2018/19                                                                                  | Денвер       | 4                | 0                | 9,3              | 33,3             | 37,5             | -                | 0,3              | 0,5              | 0,0              | 0,3              | 2,3              | Не участвовал  | Не участвовал  | Не участвовал  | Не участвовал  | Не участвовал  | Не участвовал  | Не участвовал  | Не участвовал  | Не участвовал  | Не участвовал  | Не участвовал  |
|                                                                                          | Всего        | 720              | 201              | 22,8             | 41,8             | 37,6             | 83,6             | 2,0              | 1,0              | 0,5              | 0,2              | 11,4             | 35             | 2              | 12,1           | 35,7           | 37,8           | 83,3           | 0,7            | 0,2            | 0,2            | 0,1            | 4,2            |
| Наведите курсор мыши на аббревиатуры в заголовке таблицы, чтобы прочесть их расшифровку. |              |                  |                  |                  |                  |                  |                  |                  |                  |                  |                  |                  |                |                |                |                |                |                |                |                |                |                |                |

### Статистика в NCAA
| Сезон | Команда | Conf   | Class | GP | GS | MPG  | FG%  | 3P%  | FT%  | RPG | APG | SPG | BPG | PPG  |
| --- | ------- | ------ | ----- | -- | -- | ---- | ---- | ---- | ---- | --- | --- | --- | --- | ---- |
| 2004/05 | УСК     | Pac-10 | FR    | 29 | 24 | 25,7 | 44,1 | 31,5 | 64,4 | 4,1 | 1,3 | 0,8 | 0,3 | 11,1 |
| 2005/06 | УСК     | Pac-10 | SO    | 30 | 30 | 33,9 | 46,7 | 33,3 | 80,1 | 6,6 | 1,6 | 1,0 | 0,2 | 17,3 |
| 2006/07 | УСК     | Pac-10 | JR    | 37 | 36 | 33,2 | 52,5 | 44,0 | 78,6 | 4,6 | 1,4 | 0,7 | 0,3 | 17,5 |
| Всего | Всего   | Всего  | Всего | 96 | 90 | 31,1 | 48,4 | 36,8 | 76,4 | 5,1 | 1,4 | 0,8 | 0,3 | 15,5 |
| Наведите курсор мыши на аббревиатуры в заголовке таблицы, чтобы прочесть их расшифровку Статистика приведена с сайта sports-reference.com |         |        |       |    |    |      |      |      |      |     |     |     |     |      |